# سعيد جمعة
سعيد جمعة (مواليد 8 يوليو 1998, لاعب كرة قدم إماراتي يجيد اللعب في الدفاع مع نادي البطائح الإماراتي .

## مسيرة اللاعب
لعب في نادي العين ونادي البطائح.

## روابط خارجية
- سعيد جمعة على موقع Soccerway.com (الإنجليزية)